# دث (لودر)

تعديل مصدري - تعديل

دث هي إحدى قرى عزلة زارة بمديرية لودر التابعة لمحافظة أبين، بلغ تعداد سكانها 147 نسمة حسب تعداد اليمن لعام 2004.